# Search
Search  è una serie televisiva statunitense in 23 episodi trasmessi per la prima volta nel corso di una sola stagione dal 1972 al 1973. La serie era stata preceduta da un film per la televisione intitolato Probe della durata di 100 minuti trasmesso il 21 febbraio 1972.
È una serie di spionaggio incentrata sulle vicende di tre agenti segreti che possono contare sull'utilizzo dei più avanzati apparati tecnologici.

## Trama
Hugh Lockwood, Nick Bianco e C.R. Grover sono tre agenti segreti per conto dell'agenzia Probe; fanno riferimento a Cameron, il quale coordina le indagini dal suo centro di controllo.

## Personaggi e interpreti
- Cameron, interpretato da Burgess Meredith.
- Hugh Lockwood, interpretato da Hugh O'Brian.
- C.R. Grover, interpretato da Doug McClure.
- Kuroda, interpretato da Byron Chung.
- Nick Bianco, interpretato da Anthony Franciosa.
- Ramos, interpretato da Tony De Costa.
- Harris, interpretato da Tom Hallick.
- Miss James, interpretata da Pamela Jones.
- Murdock, interpretato da Amy Farrell.
- Carlos, interpretato da Ron Castro.
- Amy, interpretata da Cheryl Ladd.
- Griffin, interpretato da Albert Popwell.
- Miss Keach, interpretata da Ginny Golden.

### Guest star
Tra le guest star: Tony De Costa, Peggy Walton-Walker, John Gielgud, Elke Sommer, Lilia Skala, Ben Wright, Alfred Ryder, Jules Maitland, Robert Boon, Kent Smith, A Martinez, Maurice Evans, David White, Vernon Weedle, Capucine, Lawrence Cook, Stefanie Powers, Larry Linville, Mary Ann Mobley, Jeff Corey, Ann Prentiss, Jo Ann Pflug, Torin Thatcher, Edward Mulhare, Mary Frann, Edward Bell, Ina Balin, Malachi Throne, Barbara Feldon.

## Produzione
La serie, ideata da Leslie Stevens, fu prodotta da Warner Bros. Television e girata negli studios della Warner Brothers a Burbank in California. Le musiche furono composte da Dominic Frontiere.

### Registi
Tra i registi sono accreditati:
- John Strong in 6 episodi (1972)
- Allen Reisner in 2 episodi (1972-1973)
- Russ Mayberry in 2 episodi (1972)
- Jerry Jameson
- Barry Shear
- Paul Stanley

### Sceneggiatori
Tra gli sceneggiatori sono accreditati:
- Leslie Stevens in 17 episodi (1972-1973)
- Jack Turley in 2 episodi (1972-1973)
- Robert C. Dennis in 2 episodi (1973)
- S.S. Schweitzer in 2 episodi (1973)

## Distribuzione
La serie fu trasmessa negli Stati Uniti dal 13 settembre 1972 all'11 aprile 1973 sulla rete televisiva NBC. In Italia è stata trasmessa con il titolo Search.
Alcune delle uscite internazionali sono state:
- negli Stati Uniti il 13 settembre 1972 (Search)
- in Spagna (Investigación)
- nel Regno Unito (Search Control)
- in Italia (Search)

## Episodi
| Stagione       | Episodi | Prima TV USA |
| -------------- | ------- | ------------ |
| Prima stagione | 14      | 1972-1973    |